# Moose Goheen
Francis Xavier "Moose" Goheen, född 8 februari 1894 i White Bear Lake, Minnesota, död 13 november 1979 i Saint Paul, Minnesota, var en amerikansk ishockeyspelare. Han blev olympisk silvermedaljör i Antwerpen 1920.
Moose Goheen spelade huvuddelen av sin karriär med amatörstatus men blev professionell med St. Paul Saints i Central Hockey League säsongen 1925–26, vid 31 års ålder. Goheen tackade nej till erbjudanden att spela i NHL för Boston Bruins och Toronto St. Patricks då han inte ville lämna sin anställning vid Northern States Power Company i Saint Paul i hemstaten Minnesota. Han spelade därefter fyra säsonger för St. Paul Saints i American Hockey Association samt en säsong för Buffalo Majors i samma liga. Goheen spelade sin sista säsong 1931–32 för St. Paul Saints i Central Hockey League.
1950 valdes Moose Goheen in som ärad medlem i Hockey Hall of Fame.

## Meriter
- OS-silver 1920